# Riu Onyx

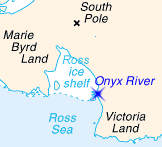
Mapa de situació

El riu Onyx és un corrent originat per la fosa de les neus que discorre per la Vall Wright des de la Glacera Wright Inferior i el Llac Brownworth al Llac Vanda, durant uns pocs mesos de l'estiu de l'Antàrtida.
És el riu més gran i més llarg de l'Antàrtida, fa 25 km de llargada. El seu cabal és molt variable i en anys de crescuda pot fer una erosió significativa. L'any 1984 hi van fer ràfting uns científics de Nova Zelanda. No hi ha peixos però si microorganismes i el creixement de les algues hi pot ser extens.

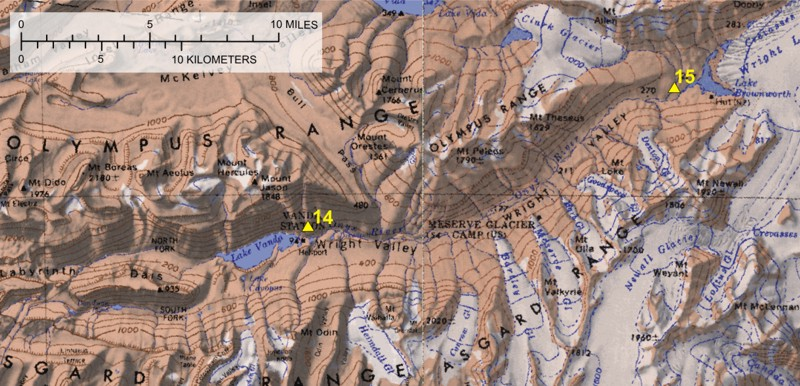
Mapa de la Vall Wright amb el riu Onyx i el Llac Vanda